# حوریان (رضوانشهر)
حوریان بهشت‌آباد، روستایی از توابع بخش پره‌سر شهرستان رضوان‌شهر در استان گیلان ایران است.

## جمعیت
این روستا در دهستان دیناچال قرار دارد و براساس سرشماری مرکز آمار ایران در سال ۱۳۸۵، جمعیت آن ۱٬۷۰۳ نفر (۴۱۰خانوار) بوده‌است.